# Ask.com

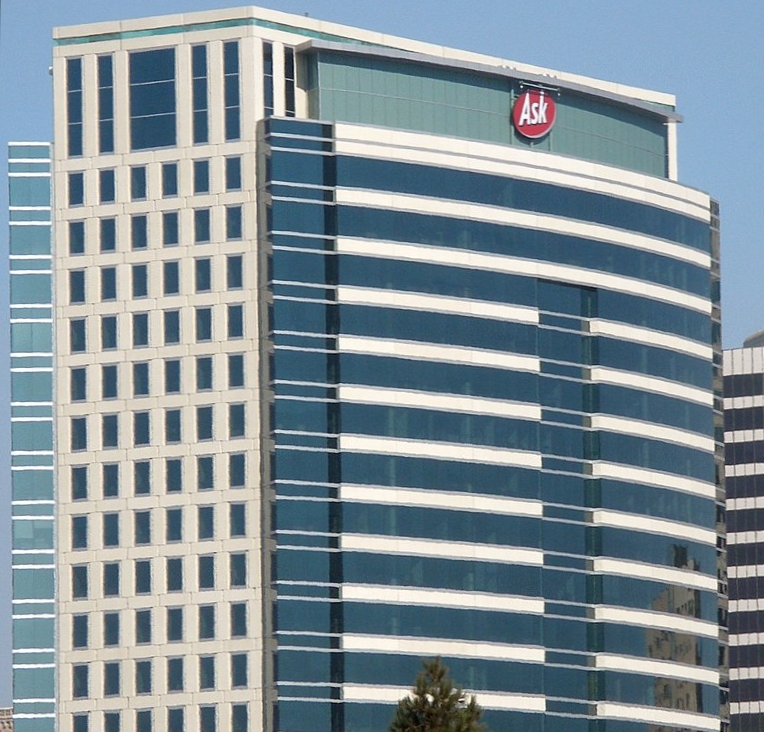
Hoofdkantoor van Ask.com in Oakland, Californië

Ask.com, vroeger bekend onder de naam Ask Jeeves is in de Verenigde Staten een bekende zoekmachine op het internet. Het marktaandeel in de Amerikaanse zoekopdrachten bedroeg in 2005 en 2006 6%. De zoekmachine werd in 1996 opgericht in Berkeley en heeft nu haar hoofdzetel in het naburige Oakland (Californië). Er zijn sites in verschillende talen, waaronder het Nederlands.
Ask Jeeves is genoemd naar de alwetende 'valet' of persoonlijke bediende 'Jeeves' uit de boeken van P.G. Wodehouse. Aan een karikatuur van deze butler konden vragen in natuurlijke taal gesteld worden. In 2006 werd hiermee gestopt, en werd Jeeves 'met pensioen gestuurd'.
Anno 2023 fungeert Ask.com als een zoekmachine op basis van de zoekresultaten van Bing.